# Estoloides galapagoensis
Estoloides galapagoensis là một loài bọ cánh cứng trong họ Cerambycidae.